# Rutidea gracilis
Rutidea gracilis är en måreväxtart som beskrevs av Diane Mary Bridson. Rutidea gracilis ingår i släktet Rutidea och familjen måreväxter.

## Underarter
Arten delas in i följande underarter:
- R. g. gracilis
- R. g. makokounsis